# Azes II
Azes II (trị vì vào khoảng từ năm 35- năm 12 TCN), có thể là vị vua Ấn-Scythia cuối cùng ở miền Bắc tiểu lục địa Ấn Độ (ngày nay là Pakistan). Tuy nhiên, theo nghiên cứu mới của R.C.Senior, sự tồn tại thực sự của ông là một dấu hỏi, và những đồng tiền "của ông", vv, bây giờ được cho là của Azes I.
Sau cái chết của Azes II, sự cai trị của người Ấn-Scythia ở tây bắc Ấn Độ và Pakistan cuối cùng đã sụp đổ bởi những cuộc chinh phục của người Quý Sương, một trong năm bộ lạc của Nguyệt Chi vốn đã sinh sống ở Bactria trong hơn một thế kỷ, và lúc này họ bành trướng sang Ấn Độ để hình thành nên đế quốc Quý Sương. Ngay sau đó, đến lượt người Parthia xâm lược từ phía tây. Nhà lãnh đạo của họ, Gondophares, đã tạm thời đẩy lùi được người Quý Sương và thành lập nên vương quốc Ấn-Parthia mà sẽ tồn tại cho đến giữa thế kỷ 1. Người Quý Sương cuối cùng cũng chiếm lại được khu vực tây bắc Ấn Độ vào khoảng năm 75 CN, tại nơi đây họ sẽ phát triển thịnh vượng trong nhiều thế kỷ sau đó.

## Bình tro Bimaran
Azes II còn được coi là có liên quan đến bình tro Bimaran, một trong những miêu tả sớm nhất về Đức Phật. Chiếc bình tro này có thể là một tác phẩm Hy Lạp, và nó được dùng để dâng tặng cho một bảo tháp ở Bamiran, gần Jalalabad ở Afghanistan, và được đặt bên trong tháp với một số đồng tiền của Azes II. Sự kiện này có thể đã xảy ra dưới triều đại của Azes (35-12 TCN), hoặc gần sau đó. 

## Tiền xu
Những đồng tiền xu được cho là của Azes II sử dụng cả chữ khắc bằng tiếng Hy Lạp và Kharoshti, mô tả một nữ thần Hy Lạp là người bảo trợ cho ông, và do đó về cơ bản là giống với các loại tiền đúc của các vị vua Ấn-Hy Lạp, cho thấy một sự thay đổi cao nhằm thích nghi văn hóa Hy Lạp. Một sự khác biệt mới lạ của người Ấn-Scythia đó là miêu tả các vị vua cưỡi trên một con ngựa, chứ không phải các bức tượng bán thân của họ như người Hy Lạp.

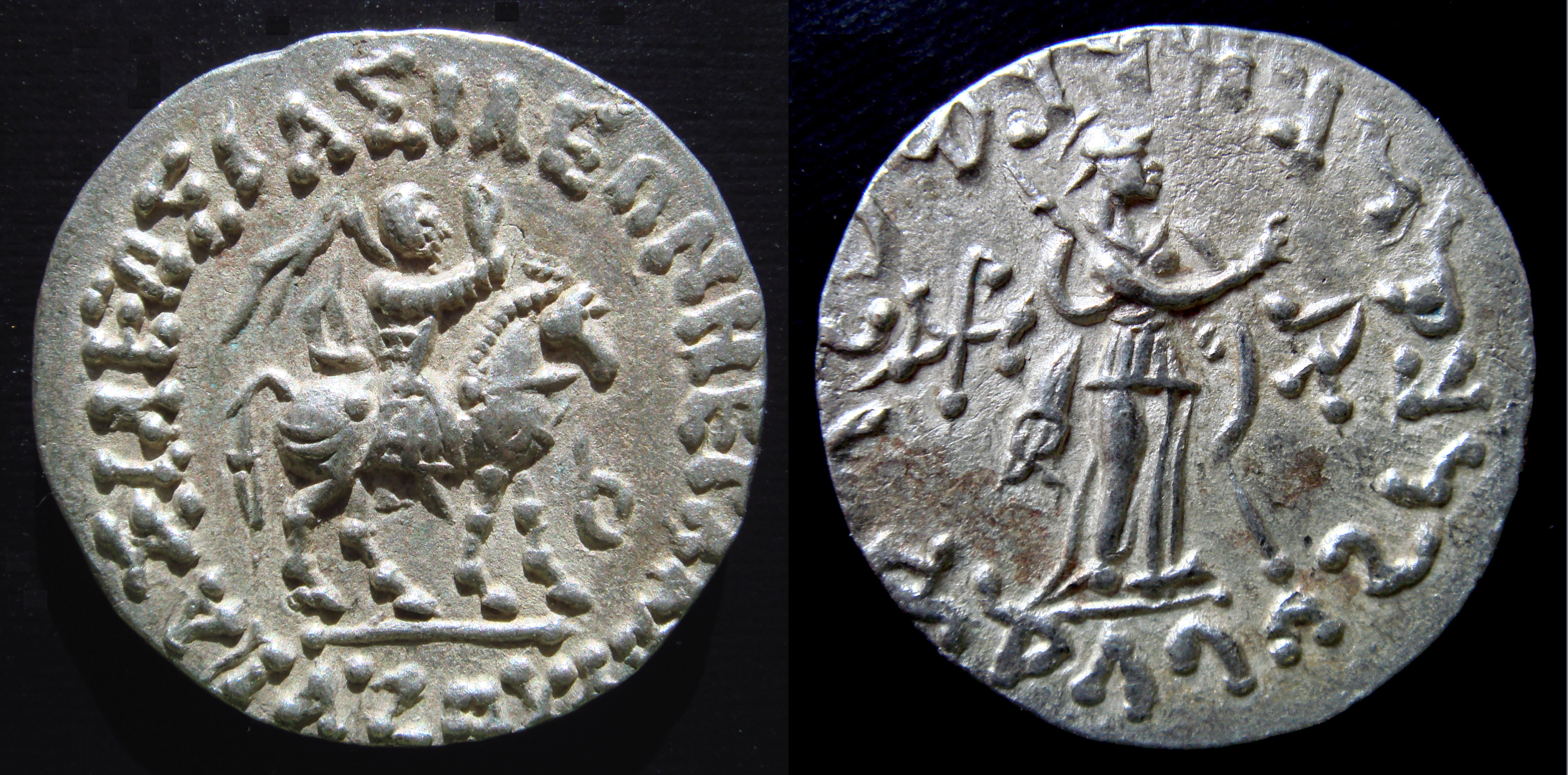
Tiền bạc của vua Azes II (khoảng năm 35–12 TCN)

Trên những đồng tiền khác của Azes lại mô tả con sư tử Phật giáo và con bò của thần Shiva trong đạo Bà la môn, cho thấy sự khoan dung tôn giáo đối với thần dân của mình. Trên những đồng tiền trên, Azes được miêu tả ở phía bên trái cùng với những dòng chữ:
Mặt trước: Nhà vua mặc áo giáp, cưỡi ngựa, cầm một cây quyền trượng, cùng với dải băng đầu hoàng gia của Hy Lạp. Dòng chữ khắc Hy Lạp ΒΑΣΙΛΕΩΣ ΒΑΣΙΛΕΩΝ ΜΕΓΑΛΟΥ ΑΖΟΥ "Đại đế của các vị vua Azes".
Mặt sau: Thần Athena với khiên và cây giáo, làm một cử chỉ tay giống với ấn giáo hóa của Phật giáo. Dòng chữ Kharoshti MAHARAJASA RAJADIRAJASA MAHATASA AYASA "Đại đế của các vị vua Azes", với biểu tượng tam bảo của Phật giáo phía bên trái.
Azes II từ lâu được tin rằng đã ban hành một số các đồng tiền Ấn-Scythia đúc dưới tên gọi Azes ở miền bắc Ấn Độ. Tuy nhiên, tất cả các đồng tiền xu trên nhiều khả năng đều thuộc về một người cai trị duy nhất có tên Azes, theo đề nghị của Robert Senior, khi ông tìm thấy một đồng xu in chồng mang tên Azes I lên trên một đồng xu của Azes II, cho thấy rằng tất cả các đồng tiền của "Azes II" đều có niên đại không muộn hơn so với của "Azes I" và rằng chỉ có một vị vua thuộc triều đại này mang tên Azes.

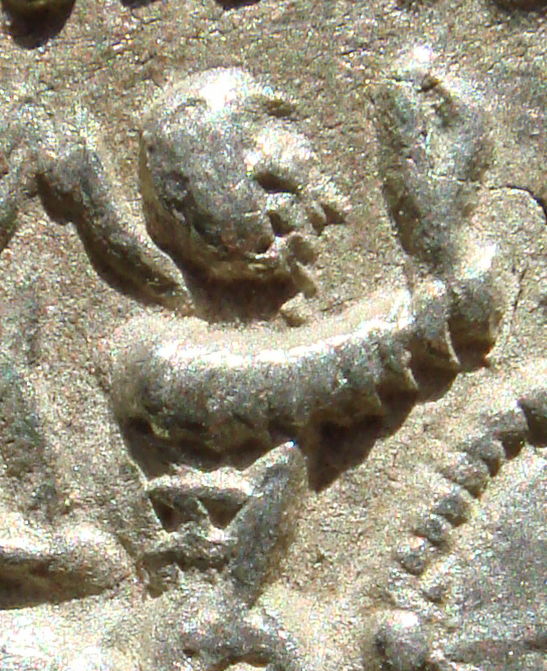
Chân dung của Azes II
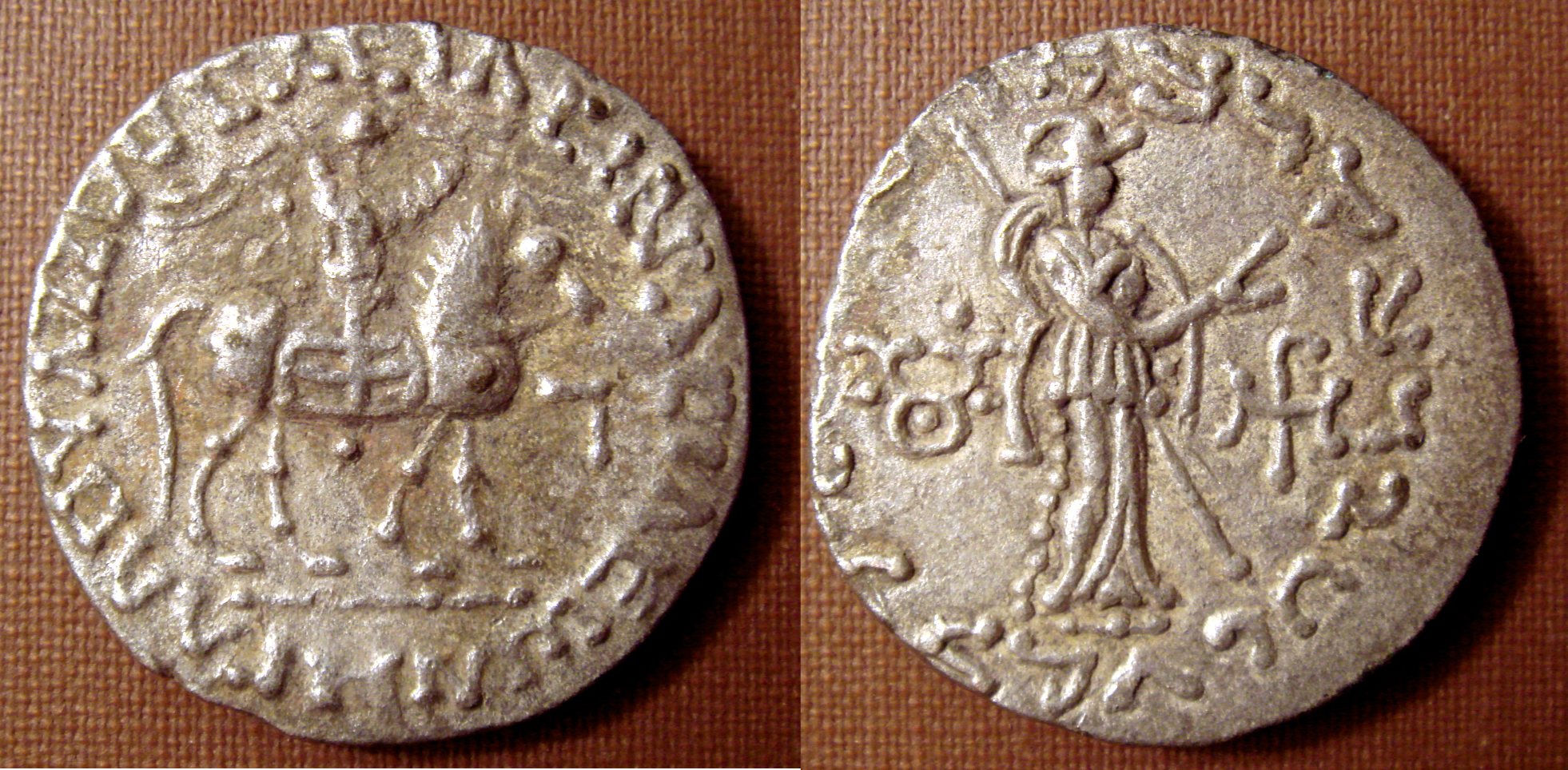
Tiền xu của Azes II với biểu tượng tam bảo của Phật giáo.
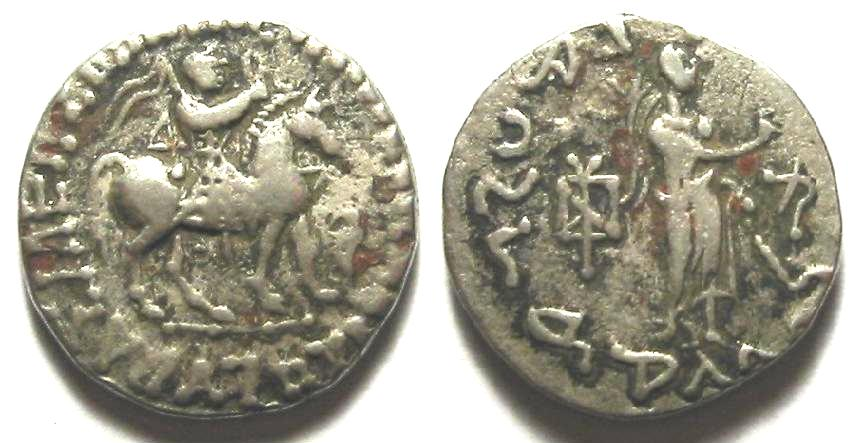
Tiền xu của Azes II.
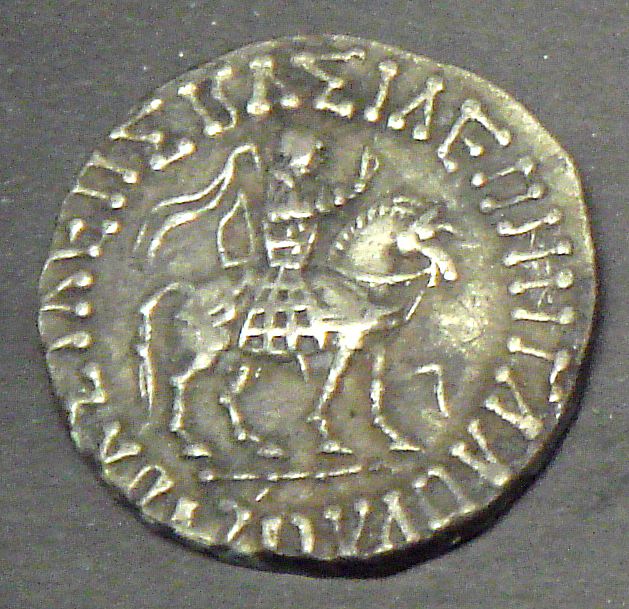
Coin of Azes II, with a clear depiction of his military outfit, with coat of mail and reflex bow in the saddle.
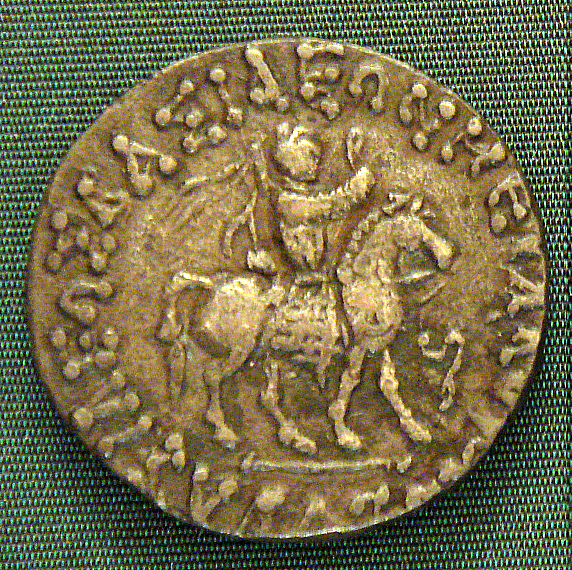
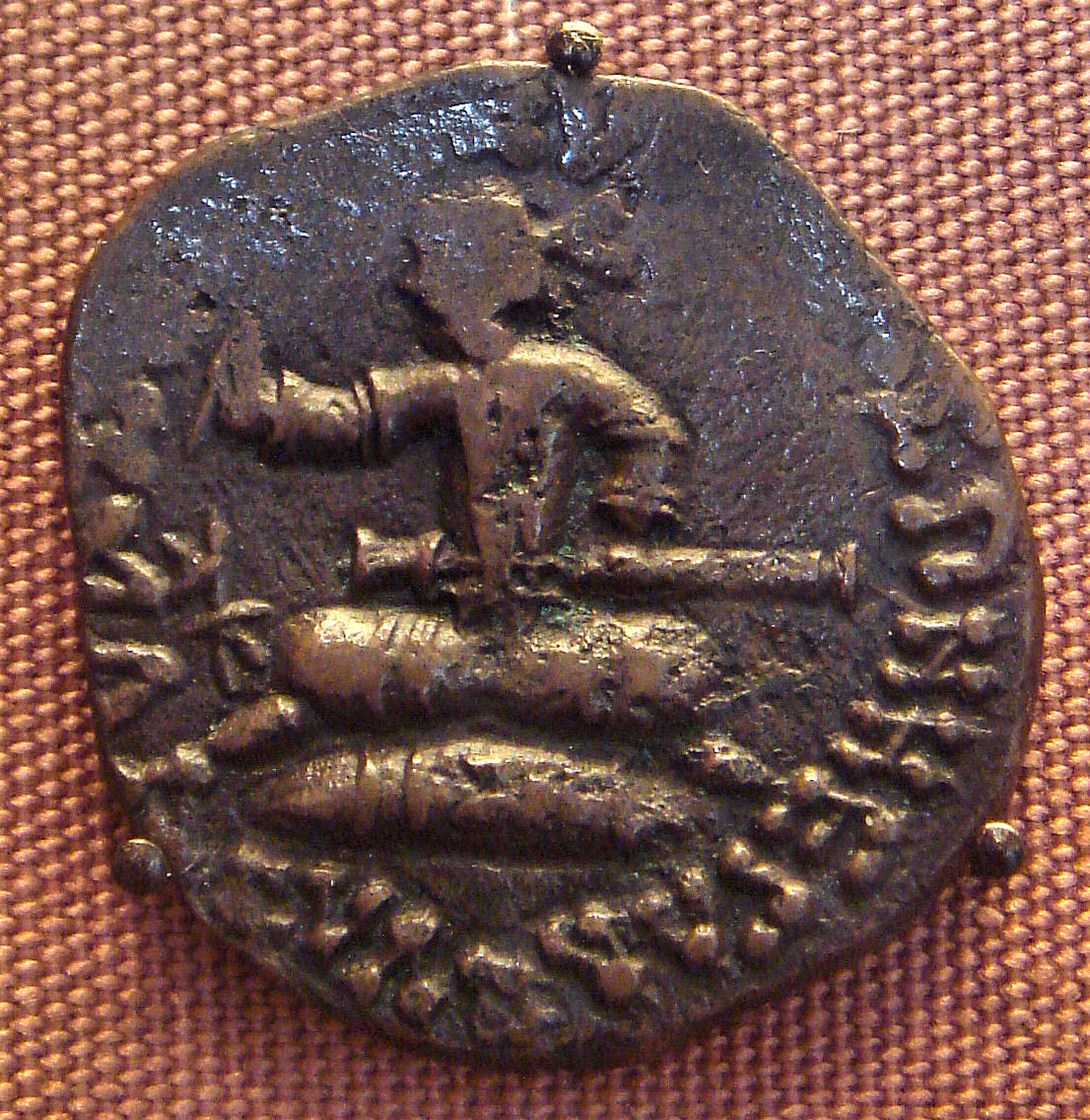
Coin of Azes II, with king seated, holding a drawn sword and a whip.
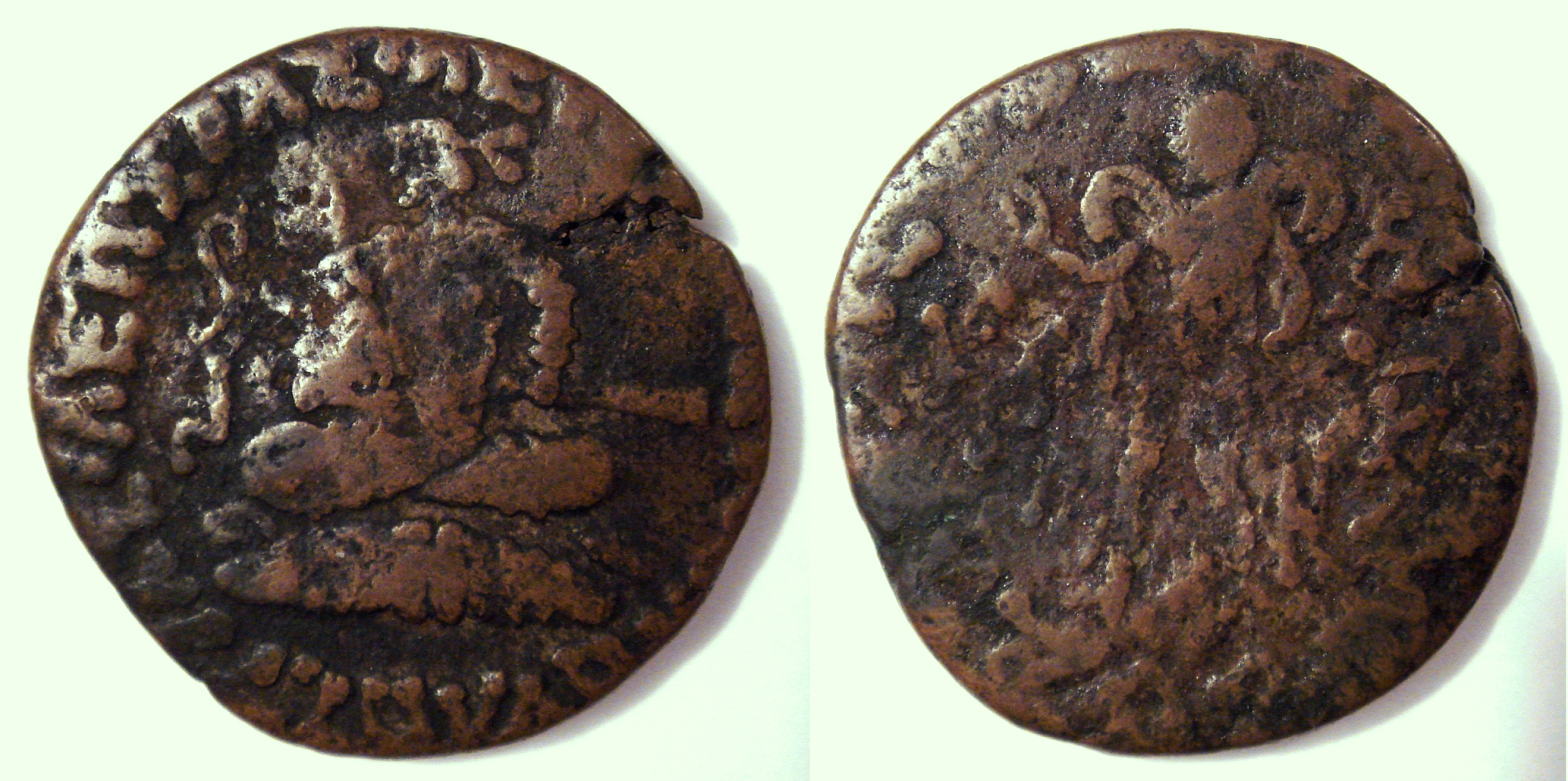
Seated king Azes II
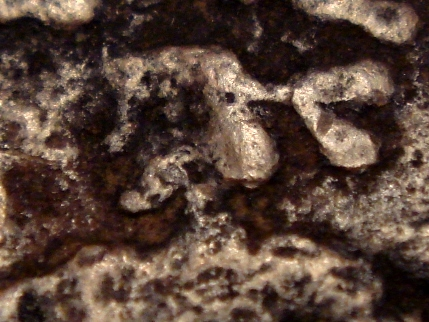
Nét mặt của vua Azes II.